# Sven Weisemann
Sven Weisemann (* 24. August 1984 in Potsdam) ist ein deutscher DJ, Produzent und Musiker. Weisemann bewegt sich in der deutschen Deep-House-Szene und zeichnet sich durch seine genreübergreifenden Produktionen zwischen Electronica, Klassik und Dubstep aus.

## Leben
Sven Weisemann ist Autodidakt an Klavier und Gitarre. Er fing 1997 mit dem DJing an. Später arbeitete er beim Potsdamer Plattenladen M-Beat Records als Verkäufer.
Erste eigene Produktionen erschienen ab dem Jahr 2005. Sein Debütalbum Xine erschien 2009. Im gleichen Jahr gelang ihm der Einstieg in die Top-10 der besten Newcomer beim Jahrespoll der Zeitschrift Groove. Das zweite Album Inner Motions folgte 2013.
Weisemann veröffentlicht auch unter Pseudonymen wie Desolate, Jouem und Phidias.

## Diskografie (Auswahl)
Alben
- 2009: Xine (wandering)
- 2013: Inner Motions (Mojuba)

Singles & EPs
- 2005: Shed / Don Williams / Sven Weisemann – 2nd Bouquet (Styrax Leaves)
- 2006: Let's Swing (Mojuba)
- 2006: Vibe (Mojuba)
- 2006: Matthias Meyer / Sven Weisemann – Voltage / Slices (liebe*detail)
- 2007: Vivid Memento (Styrax Leaves)
- 2007: Cabana Fever (Mojuba)
- 2007: Shade EP (Meanwhile)
- 2008: Kiss Of Abana (Mojuba)
- 2008: Light Soil EP (House Cafe Music)
- 2008: Slices (liebe*detail spezial)
- 2008: Roosevelt & Charles / Sven Weisemann / Oracy – Mojuba Special Edition #1 (Mojuba)
- 2009: Xine Zero (wandering)
- 2009: Exposure EP (Essays)
- 2009: Shove EP (a.r.t.less)
- 2009: Leontica EP (Essays)
- 2010: Emphasized  (Mojuba)
- 2010: Sven Weisemann / Specter / Duijn & Douglas / Water Field – Delicacies (Exquisite Music)
- 2010: Sole Exception EP (Essays)
- 2011: Sven Weisemann / Efdemin – Slices / Lohn & Brot (liebe*detail)
- 2012: Elapse / Light Sway (Telrae)
- 2012: Gravity Treatment EP 1/2 (Essays)
- 2013: Elution (Telrae)
- 2014: Falling Leaves (Fauxpas Musik)
- 2014: Volume Nine – Whatever It Is EP (Just Another Beat)
- 2015: Fall Of Icarus EP (Delsin)
- 2016: Interlace Jitter (Mojuba)